# NoHo
NoHo, abreviatura de North of Houston Street, em contraste com SoHo, South of Houston, é uma bairro em Manhattan, Nova Iorque, limitado pela Houston Street ao sul, Bowery ao leste, Astor Place ao norte, e pela Broadway ao oeste. NoHo é primariamente composto por lofts, o que o torna um dos mais caros e cobiçados bairros de Manhattan.